# Memphis Grizzlies
Els Memphis Grizzlies són una franquícia de l'NBA amb seu a Memphis, Tennessee. L'equip participa en la Divisió Sud-oest de la Conferència Oest de la competició.

## Història de la franquícia
- Vancouver Grizzlies (1970-2001)
- Memphis Grizzlies (2001-present)

### Vancouver
Vancouver Grizzlies juntament amb Toronto Raptors es van convertir en les primeres franquícies canadenques a jugar en l'NBA el 1995 des de Toronto Huskies, que ho van fer en la temporada 1946-47. Els Grizzlies es componien inicialment de jugadors triats en el draft d'expansió i per la seva primera elecció en un Draft de l'NBA, Bryant Reeves. Malgrat guanyar el seu primer partit a casa, els Grizzlies van finalitzar amb el pitjor balanç de la temporada, una cosa típica d'un equip en expansió, a més de perdre 23 partits consecutius de febrer fins a abril (Rècord que posseïa fins al 2010 arrabassat pels Cleveland Cavaliers després de collir més de 24 derrotes). El 1996, els Grizzlies van triar a Shareef Abdur-Rahim en el draft en la tercera posició. No obstant això, l'equip va continuar perdent i va tornar a ser el pitjor de la campanya.
En el Draft de 1997, Antonio Daniels va ser seleccionat en la quarta posició del draft. L'equip va experimentar una millora i va acabar en el sisè lloc. La temporada 1998-99 van tornar a ser cuers de la lliga, malgrat comptar amb el talentós base novençà Mike Bibby, triat en la segona posició del draft. En la següent temporada, la del tancament patronal en la qual només es van poder disputar 50 partits, els Grizzlies únicament van vèncer en 8 d'ells.
Després del lockout, l'assistència del públic als partits va disminuir considerablement, per la qual cosa els propietaris de l'equip, la companyia esportiva OrcaBay (que també posseeix Vancouver Canucks de l'NHL), va començar a perdre diners. L'empresari Michael Heisley va comprar la franquícia el 2001 i la va traslladar a Memphis. Nova Orleans, St. Louis i Anaheim van ser les altres ciutats considerades per a la mudança.

### Memphis

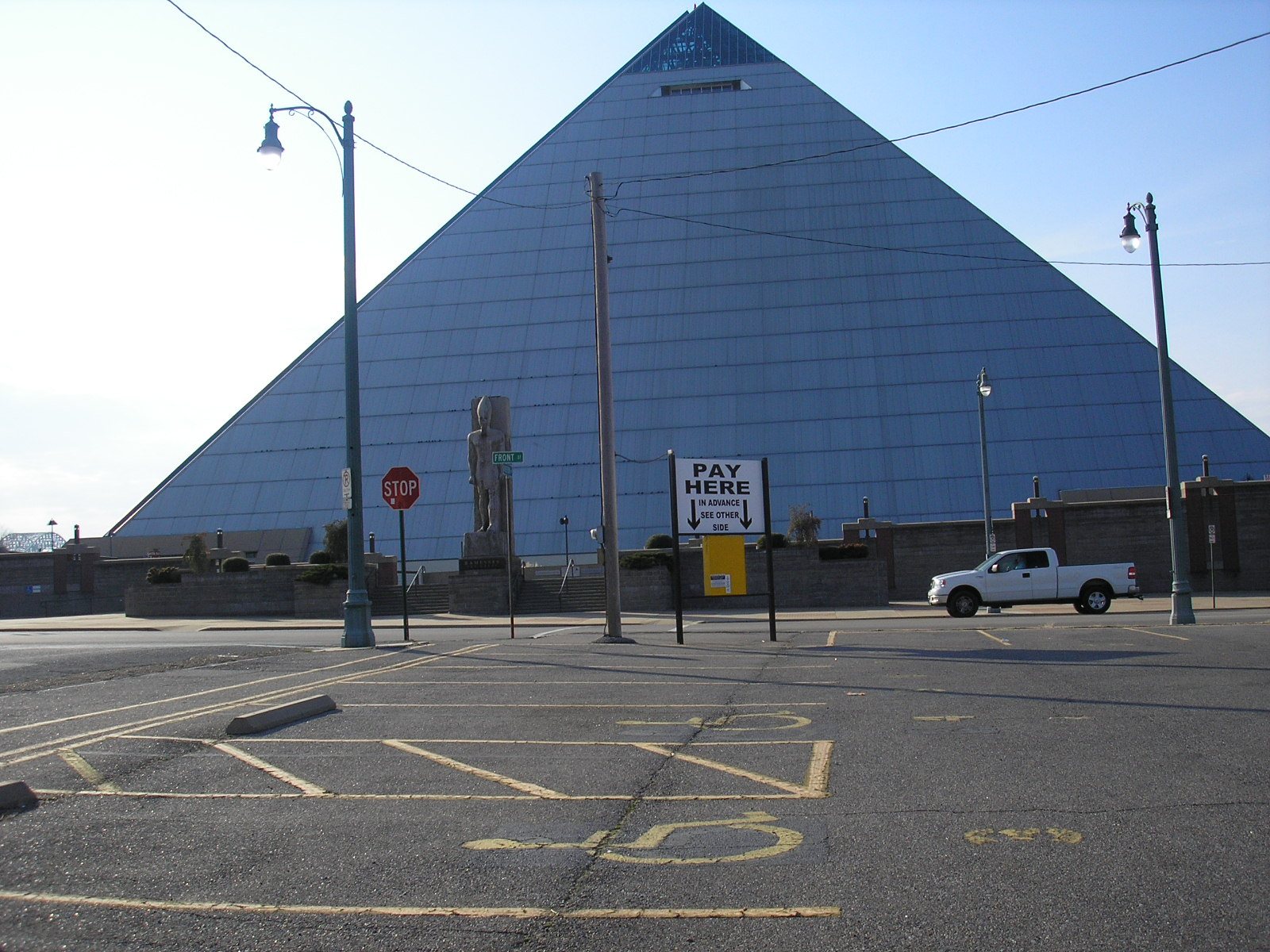
La Piràmide, primer pavelló de l'equip a Memphis.

En el Draft de 2001, Atlanta Hawks va seleccionar a Pau Gasol en la tercera posició, traspassat després de la cerimònia a Memphis Grizzlies a canvi de Shareef Abdur-Rahim. Fet i fet, seria nomenat Rookie de l'Any. Els Grizzlies van triar en aquest draft a Shane Battier, qui ràpidament es convertiria en un dels favorits de l'afició. No obstant això, després de finalitzar la temporada, el general mànager Billy Knight va ser destituït del seu càrrec, sent reemplaçat pel mític Jerry West, exjugador i Hall of Famer de Los Angeles Lakers. El 2004 rebria el premi al Millor Executiu de l'Any.
Després de l'arribada de West les coses van canviar, com l'entrenador Sidney Lowe, al que va acomiadar després d'un inici de 0-8 i aconseguiria a jugadors importants per a l'equip com Mike Miller i James Posey. Hubie Brown va arribar a l'equip per substituir a Lowe, i en la temporada 2003-04 va guanyar el premi al Millor Entrenador de l'Any. Aquesta campanya va ser la primera en la qual els Grizzlies van aconseguir els playoffs.

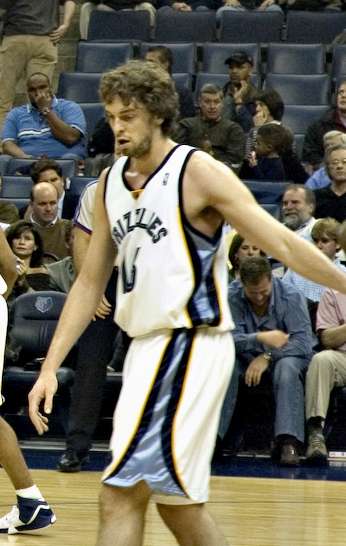
Pau Gasol, triat, després d'una enquesta el 2008, millor jugador dels Grizzlies de tots els temps.

La temporada 2004-05, Brown va deixar de ser entrenador de Memphis. En aquells dies analista de la TNT, Mike Fratello, va reemplaçar a Brown. Amb ell, el balanç dels Grizzlies va augmentar quant a victòries i van aconseguir de nou arribar a playoffs. Aquesta vegada van ser eliminats en primera ronda per Phoenix Suns.
A l'estiu, l'equip es va desintegrar pràcticament, marxant Jason Williams i James Posey a Miami Heat a canvi d'Eddie Jones; Stromile Swift i Bonzi Wells com agents lliures, i amb l'arribada del rookie Hakim Warrick i els veterans bases Damon Stoudamire i Bobby Jackson. Per tercer any consecutiu, l'equip va arribar a playoffs.
Com a cinquens de l'oest, es van enfrontar a Dallas Mavericks, perdent per tercer any consecutiu 4-0 en la primera ronda, un rècord en l'NBA. Posteriorment, en el draft, West va traspassar a Shane Battier a Houston Rockets a canvi del rookie Rudy Gai i Stromile Swift, que tornava als Grizzlies després d'un any jugant molt poc a Houston. Abans de la temporada 2006-07, Gasol es va lesionar jugant amb la selecció espanyola en el Mundial del Japó de 2006, per la qual cosa els Grizzlies van haver de començar la campanya sense ell. Sense Pau Gasol, l'equip marxava 5-17, i després de la seva volta, el rècord va ser d'1-7 amb un Gasol limitat a 25 minuts per partit. En aquells dies, Fratello va ser acomiadat i Tony Barone reemplaçat el seu lloc. Barone era fins avui el director personal dels jugadors, a més de no haver entrenat mai a un equip de l'NBA, tan sols a universitats. Els Grizzlies van finalitzar la temporada amb un balanç de 22-60, el pitjor de la lliga, mentre que Jerry West anunciava canvis per al següent curs.
L'equip va fitxar com a entrenador a Marc Iavaroni, assistent de Phoenix Suns, i van seleccionar en el quart lloc del Draft de 2007 al prometedor base Mike Conley, Jr., d'Ohio State. El 18 de juny, els Grizzlies van nomenar a Chris Wallace General Manager i Vicepresident d'Operacions de Bàsquet, substituint al retirat West. Després de començar la temporada de manera similar a les passades, l'1 de febrer els Grizzlies van traspassar a Pau Gasol a Los Angeles Lakers per Javaris Crittenton, Kwame Brown, Aaron McKie i els drets del seu germà Marc Gasol.
El 22 de gener de 2009 el general manager dels Grizzlies, Chris Wallace, va acomiadar l'entrenador Marc Iavaroni després d'una temporada per sota dels objectius de la franquícia. Fou substituït, tres dies més tard, per Lionel Hollins. El 9 de setembre de 2009 els grizzlies van fitxar l'agent lliure Allen Iverson amb un contracte de 3.5 milions de dòlars per un any. Durant la seva presentació, l'ex jugador dels Philadelphia 76ers o Denver Nuggets entre d'altres, va dir "Crec que Déu ha escollit Memphis com la ciutat on he de continuar la meva carrera".

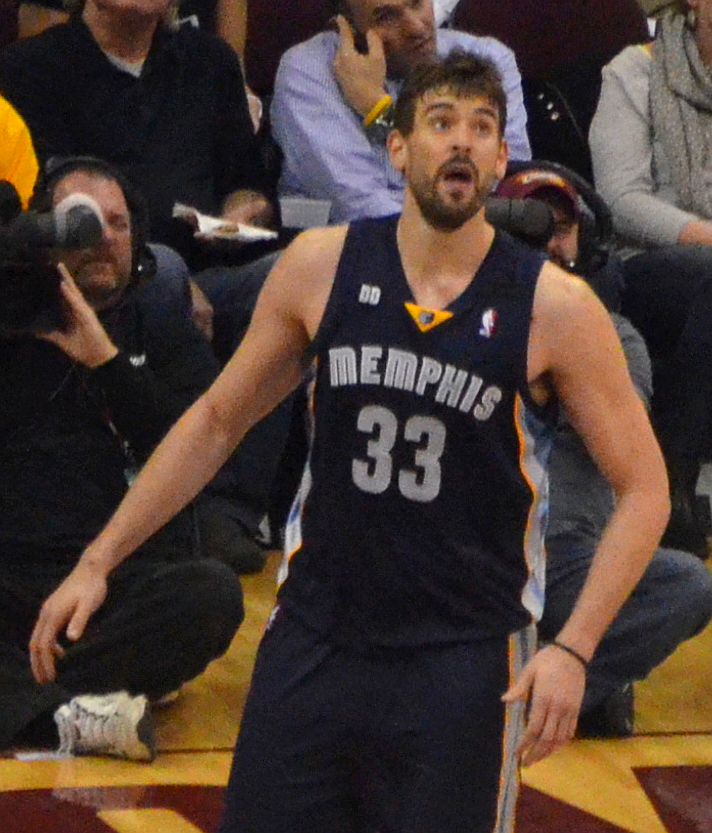
Marc Gasol

Tenint com a pedra angular del nou projecte a Rudy Gay els Memphis aconsegueixen de nou els drets del germà menor dels Gasol, Marc Gasol, que signa contracte amb els Grizzlies per a les següents temporades, esperant tornar a jugar play-offs.
En el draft de 2009 trien a Hasheem Thabeet en el núm. 2, per darrere de Blake Griffin. Es tracta d'un prometedor pivot, que després resultaria ser un fracàs estrepitós.
En el draft de 2010 trien a Greivis Vasquez en el n° 29. Es tracta d'un prometedor base. Posteriorment el 21 de febrer de 2011 els Memphis traspassen a Hasheem Thabeet a Houston Rockets a canvi de Shane Battier. Posteriorment van fitxar a l'exbase d'Orlando, Jason Williams, ja conegut en la franquícia.
La temporada 2010-2011 es classifiquen vuitens en Play Offs després de diversos anys sense aconseguir-ho. En la primera eliminatòria van donar la sorpresa vencent al campió de la lliga regular, els San Antonio Spurs per 4-2. Posteriorment van estar a prop d'arribar a la fi de conferència contra Oklahoma City Thunder, però van ser derrotats per 4-3. Destacant la baixa del seu jugador franquícia Rudy Gay durant totes les eliminatòries pel títol.
El 26 d'abril de 2012, els Memphis Grizzlies, en derrotar els Orlando Magic aconsegueixen quedar quarts de la conferència oest de l'NBA per primera vegada en la seva història, al seu torn, empatats amb Los Angeles Lakers que van aconseguir el tercer lloc. En playoffs van ser eliminats en primera ronda en una renyida eliminatòria contra Los Angeles Clippers.
El 3 d'abril de 2013 superen el rècord de la franquícia de victòries en temporada regular que estava en 50, no ho aconseguien des de la temporada 2003-2004. La victòria número 51 va arribar a Portland davant els Portland Trail Blazers per 76-94. En acabar la temporada ostenten el topall de victòries de tota la història de la franquícia, 56. Acaben cinquens de la conferència oest de l'NBA empatats amb el quart Los Angeles Clippers, el seu rival en primera ronda de playoffs i amb qui tenen desavantatge de camp. El 30 de gener de 2013 Memphis va enviar en un traspàs a tres bandes a la seva màxima estrella Rudy.G al costat de Hamed Haddadi a Toronto Raptors, que va portar al base espanyol José Manuel Calderón a Detroit Pistons i a Memphis arriben Ed Davis, Austin Daye i el bad-boy Tayshaun Prince. Gairebé al final de la temporada i amb l'objectiu de reforçar a l'equip de cara al playoffs signen al base Keyon Dooling, que no havia jugat durant aquesta temporada, signen també a Donte Greene i al jugador de la D-League Willie Reed.
El 15 de maig de 2013, els Memphis Grizzlies, eliminen als Oklahoma City Thunder i aconsegueixen classificar-se per a una final de conferència per primera vegada en la seva història de la franquícia.
El 14 d'abril, després de tota una temporada marcada per un mal inici i les lesions, aconsegueixen guanyar als Phoenix Suns per la lluita de l'última plaça pels playoffs 2014 i aconsegueixen vèncer als Suns per 97-91 i aconsegueixen la seva classificació per quarta vegada consecutiva, sent la primera vegada que la franquícia de Tennessee es classifica quatre anys consecutius.

## Pavellons
- GM Place (1995-2001)
- Pyramid Arena (2001-2004)
- FedEx Forum (2004-avui)

## Plantilla actual (2016 - 2017)

### Jugadors All-Star
- Pau Gasol 2006-Houston
- Marc Gasol 2012-Orlando
- Marc Gasol 2015-Nova York

### Jugadors històrics destacats
- Shareef Abdur-Rahim
- Mike Bibby
- Chris Carr
- Michael Dickerson
- Pau Gasol
- Bryant Reeves
- Stromile Swift
- Jason Williams

## Estadístiques

### Partits jugats en Playoffs
- Temporada 2003-2004
  - Memphis Grizzlies a San Antonio Spurs - 74-98
  - Memphis Grizzlies a San Antonio Spurs - 70-87
  - San Antonio Spurs a Memphis - 95-93
  - San Antonio Spurs a Memphis - 110-97
- Temporada 2004-2005
  - Memphis Grizzlies a Phoenix - 103-114
  - Memphis Grizzlies a Phoenix - 103-108
  - Phoenix Suns a Memphis - 110-90
  - Phoenix Suns a Memphis - 123-115
- Temporada 2005-2006
  - Memphis Grizzlies a Dallas - 23 d'abril del 2006 - 93-103
  - Memphis Grizzlies a Dallas - 26 d'abril del 2006 - 79-94
  - Dallas Mavericks a Memphis - 29 d'abril del 2006 - 94-89 (pròrroga)
  - Dallas Mavericks a Memphis - 1 de maig del 2006 - 102-76
- Temporada 2010-2011

1a Ronda
- - Memphis Grizzlies a San Antonio Spurs - 17 d'abril del 2011 - 101-98
  - Memphis Grizzlies a San Antonio Spurs - 20 d'abril del 2011 - 87-93
  - San Antonio Spurs a Memphis - 23 d'abril del 2011 - 88-91
  - San Antonio Spurs a Memphis - 25 d'abril del 2011 - 86-104
  - Memphis Grizzlies a San Antonio Spurs - 27 d'abril del 2011 - 103-110 (Pròrroga)
  - San Antonio Spurs a Memphis - 29 d'abril del 2011 - 91-99

Semifinals de Conferència
- - Memphis Grizzlies a Oklahoma City - 1 de maig del 2011 - 114-101
  - Memphis Grizzlies a Oklahoma City - 3 de maig del 2011 - 102-111
  - Oklahoma City Thunder a Memphis - 7 de maig del 2011 - 93-101 (Pròrroga)
  - Oklahoma City Thunder a Memphis - 9 de maig del 2011 - 133-123 (3 Pròrrogues)
  - Memphis Grizzlies a Oklahoma City - 11 de maig del 2011 - 72-92
  - Oklahoma City Thunder a Memphis - 13 de maig del 2011 - 83-95
  - Memphis Grizzlies a Oklahoma City - 15 de maig del 2011 - 90-105